# Malligemetlu, Kanakapura
Malligemetlu là một làng thuộc tehsil Kanakapura, huyện Ramanagara, bang Karnataka, Ấn Độ.